# Драган Росич
Драган Росич (серб. Dragan Rosić, нар. 15 листопада 1996, Ужице) — сербський футболіст, воротар клубу «Воєводина» та національної збірної Сербії. Виступав також за низку інших сербських і закордонних клубів.

## Клубна кар'єра
Народився 1996 року в місті Ужице, та є вихованцем футбольної школи клубу «Єдинство Путеви». У 2014 році Росич став гравцем основної команди клубу, проте в основному складі клубу так не зіграв, і в 2016 році став гравцем клубу «Младост» (Лучани), в якому також не відразу став гравцем основного складу, і в 2017 році грав у оренді в клубі «Колубара». Після повернення з оренди Росич відразу став основним воротарем клубу, та грав у складі «Младості» до 2019 року.
У 2019 році сербський воротар перейшов до іспанського клубу «Альмерія», проте в основному складі команди так і не зіграв, і до 2022 року грав у оренді в іспанських клубах «Сельта Б», «Фуенлабрада» та «Альбасете». У 2022 році футболіст повернувся на батьківщину до клубу «Раднички» (Ниш), у якому грав до 2024 року. З 2024 року Драган Росич грає у складі клубу «Воєводина».

## Виступи за збірні
Протягом 2017—2019 років Драган Росич грав у складі молодіжної збірної Сербії. На молодіжному рівні зіграв у 4 офіційних матчах, пропустив 3 голи. У 2023 році Росич дебютував у складі національної збірної Сербії, станом на середину червня 2025 року зіграв у складі національної збірної 1 матч.